# Satnija veze GOMBR
Satnija veze GOMBR je postrojba gardijske oklopno mehanizirane brigade. U njezin sastav su ušli pripadnici Kuna i Sokolova.
Uz Zapovjedništvo satnije, u njezinu su sastavu i tri voda, i to Radiovod, čija je zadaća osigurati radiovezu u svim uvjetima, Radiorelejni vod, kojemu je glavna namjena osiguranje relejnih trasa za nesmetano odvijanje telefonskog prometa, i Linijsko-komutacijski vod zadužen za zaštitu informacija, davanje informatičke potpore te nesmetano odvijanje telefonskog prometa.